# Новицкий, Евгений Антонович
Евгений Антонович Новицкий (10 июля 1932, село Писаревка, теперь Красиловского района Хмельницкой области — 2007, город Киев) — советский партийный деятель, член Центральной избирательной комиссии Украины. Депутат Верховного Совета УССР 11-12-го созывов.

## Биография
Родился в семье крестьянина. Трудовую деятельность начал в 1948 году колхозником в колхозе «Большевик» Красиловского района Каменец-Подольской области. В 1950—1952 г. — ученик Залучнянской средней школы Красиловского района. В 1952—1954 г. — ученик Бережанского педагогического училища Тернопольской области.
В 1954—1957 г. — студент Каменец-Подольского государственного педагогического института, затем переведен в Ивано-Франковский государственный педагогический институт. В 1957 году окончил исторический факультет Ивано-Франковского государственного педагогического института.
Член КПСС с 1957 года.
В 1957—1963 г. — заведующий отделом пропаганды и агитации Ивано-Франковского городского комитета ЛКСМУ; 2-й, 1-й секретарь Ивано-Франковского городского комитета ЛКСМУ.
В 1963—1969 г. — заведующий организационным отделом Ивано-Франковского городского комитета КПУ; секретарь, 2-й секретарь Ивано-Франковского городского комитета КПУ.
В 1969—1973 г. — заведующий отделом пропаганды и агитации Ивано-Франковского областного комитета КПУ; заведующий отделом организационно-партийной работы Ивано-Франковского областного комитета КПУ.
В 1973—1975 г. — инспектор отдела организационно-партийной работы ЦК КПУ. В 1975—1983 г. — заместитель заведующего отдела организационно-партийной работы ЦК КПУ.
В декабре 1983 — ноябре 1990 г. — 2-й секретарь Ивано-Франковского областного комитета КПУ.
В 1993—1997 г. — член Центральной избирательной комиссии Украины.
С 1997 — на пенсии.

## Награды
- два ордена Трудового Красного Знамени
- орден Знак Почета
- орден «За заслуги» (1997)
- четыре медали